# Hashtag

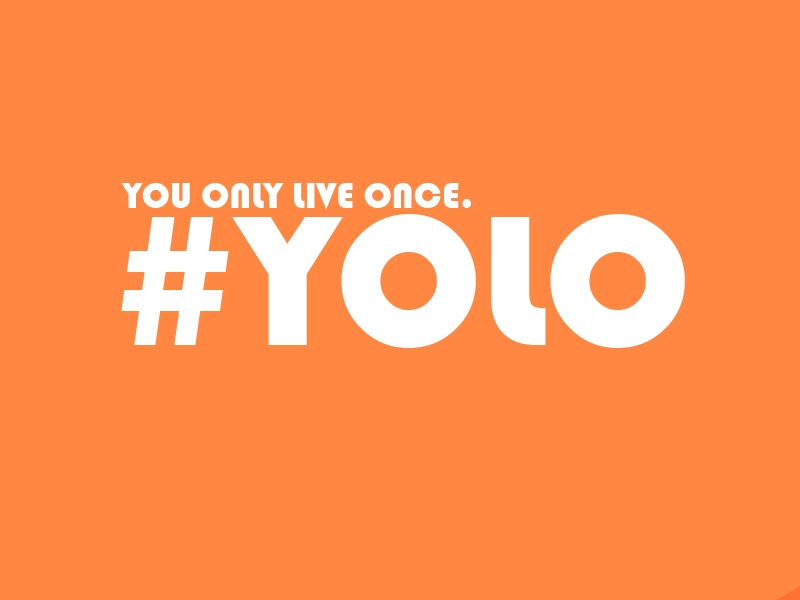
Hashtag #yolo
(You Only Live Once)

Een hashtag is een metadata-tag, opgenomen in een bericht op socialemediawebsites en - applicaties (app) zoals TikTok, Telegram, Twitter, Facebook, Instagram, LinkedIn, Google+ en YouTube, om een bericht eenvoudig te vinden of om alle berichten met die tag te vinden. 

## Gebruik
De hashtag bestaat uit een hekje (engels: hash), direct (dus zonder spatie) gevolgd door een woord of meerdere woorden zonder spaties ertussen. Een hashtag kan onderdeel van een zin zijn of een losse aanvulling daarvan zijn.
Voorbeeld:
#Wikipedia is een #encyclopedie
De tags #wikipedia en #encyclopedie zorgen ervoor dat het bericht eenvoudig gevonden kan worden. In het geval dat een gebruiker zoekt naar een hashtag krijgt hij meestal een lijst met berichten die dezelfde hashtag gebruiken.
Sinds de komst van de hashtag wordt in de volksmond steeds vaker de Engelse term 'hashtag' gebruikt, terwijl men het over het Nederlandse hekjessymbool heeft. Het woord hash komt etymologisch van het Franse woord 'hache' wat hakbijl betekent. Maar de "hashtag" heet in het Frans officieel mot-dièse (een samenstelling van mot 'woord' en dièse 'kruis'), zo berichtte het Franse staatsblad Journal officiel de la République française op 23 januari 2013. In het Franstalig deel van Canada heet een hashtag mot-clic.

## Geschiedenis
De idee een vast teken te gebruiken om een bepaalde categorie aan te duiden is al bekend uit de tijden van het Romeinse Rijk, men gebruikte de afkorting lb voor libra pondo, een aanduiding van gewicht in Romeinse pond.
In de huidige betekenis werd de hashtag voor het eerst gebruikt in de computertaal C uit de 60er jaren om bepaalde segmenten en macro's (oud woord voor app) te onderscheiden. Vervolgens werd de hash gebruikt binnen het IRC-netwerk, De # (jargon: sharp) werd hier gebruikt om er kanalen of onderwerpen mee aan te duiden.
De hashtag is populair geworden bij Twitter. Deze functie is niet door Twitter zelf bedacht maar door Google softwareontwikkelaar en tech blogger Chris Messina. Zijn tweet was

how do you feel about using # (pound) for groups. As in #barcamp [msg]?

In een reactie van Stowe Boyd wordt het woord hashtag gebruikt:

I support the hash tag convention: http://tinyurl.com/2qttlb #hashtag #factoryjoe #twitter

De eerste brede toepassing van de hashtag op de voorgestelde manier was in oktober 2007. De Amerikaan Nate Ritter gebruikte de hashtag om de berichten omtrent de bosbranden in Californië aan te geven. Tijdens de Iraanse opstand in 2009 bewees de hashtag zijn bestaansrecht. Door bepaalde hashtags toe te voegen aan berichten konden andere mensen over de hele wereld eenvoudig de ontwikkelingen volgen door te zoeken op de betreffende hashtag.
Twitter zelf zag ook in dat de hashtag een goede toevoeging was aan het systeem en besloot dan ook op 1 juli 2009 om automatisch hyperlinks te plaatsen bij hashtags. Zo konden gebruikers eenvoudig zoeken op en doorklikken op bepaalde hashtags. In 2010 is dit systeem uitgebreid en werd de 'trending topic' ('populair onderwerp') eraan toegevoegd. Vanaf dat moment konden mensen zien welke onderwerpen populair waren en erop zoeken.
In 2013 implementeerde ook Facebook hashtags in zijn systeem, nadat Instagram eerder hetzelfde had gedaan.

## Bekende hashtags

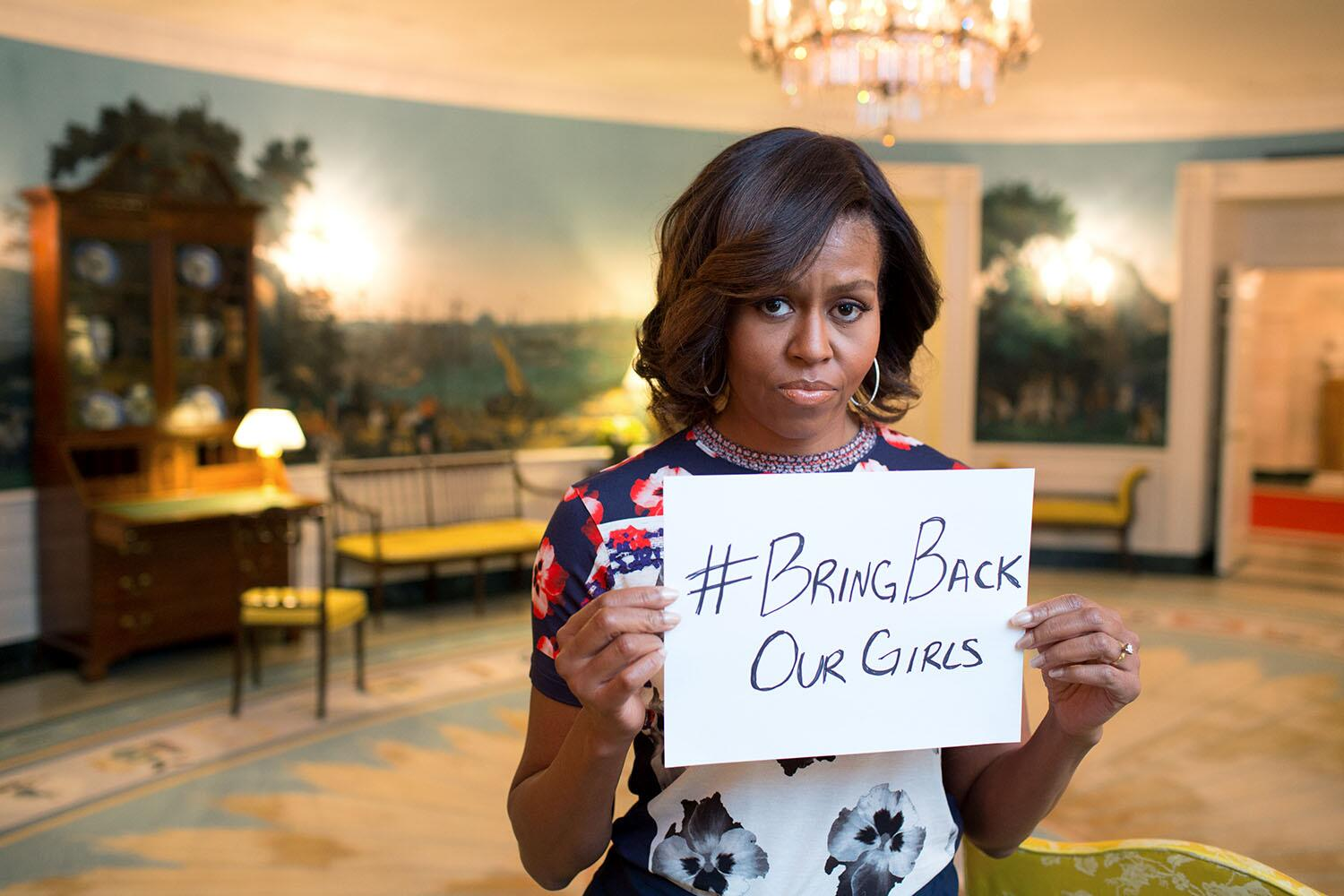
Michelle Obama met een plakkaat met daarop de hashtag BringBackOurGirls

- BLM of BlackLivesMatter, van de activistische Black Lives Matter beweging
- BringBackOurGirls, om aandacht te vragen voor de ontvoering van meer dan 200 schoolmeisjes door Boko Haram in Nigeria
- ClimateStrike en FridaysForFuture, naar aanleiding van de klimaatprotesten geleid door Greta Thunberg
- FreePalestine, om solidariteit te tonen met de Palestijnse bevolking
- IceBucketChallenge, een internetuitdaging om geld op te halen voor onderzoek naar ALS
- JeSuisCharlie, naar aanleiding van de aanslag op Charlie Hebdo op 7 januari 2015
- MAGA, acroniem voor Make America Great Again die veel werd gebruikt door Donald Trump en zijn aanhangers
- MeToo, van de beweging tegen seksueel grensoverschrijdend gedrag
- OccupyWallStreet, een Amerikaanse protestbeweging
- ProjectXHaren, een hashtag die gebruikt werd om een verjaardagsfeest aan te kondigen wat uitmondde in rellen
- Yolo, acroniem voor you only live once